# SR-25
L'SR-25 (Stoner Rifle 25), è un fucile di precisione di calibro 7,62 × 51 mm NATO, ideato e progettato da Eugene Stoner (il fucile è chiamato anche Stoner-Rifle), e fabbricato dalla Knight's Armament Company.
Le parti che compongono l'SR-25 sono intercambiabili per il 60% con quelle dell'AR-15 e dell'M16.

## Portata di tiro e Precisione
L'SR-25, come tutti i fucili, ha un margine di errore di fuoco, cioè : quando si mira un obiettivo con il mirino, il proiettile, a causa degli attriti con l'aria, tende a deviare la sua traiettoria; ma nell'SR-25 il margine di errore è davvero minimo: 13mm su un obiettivo distante 100m.